# Sanchezia
Genre
Classification APG III (2009)

Feuilles de Sanchezia speciosa.

Sanchezia est un genre de plantes à fleurs de la famille des Acanthacées. Il regroupe une vingtaine d'espèces originaires des régions tropicales d'Amérique.

## Étymologie
Le nom de genre fut donné en hommage à Josepho Sanchez qui fut auditeur au jardin botanique de Madrid et professeur de botanique à l'université de Cadix.

## Liste d'espèces
Selon "The Plant List" 6 octobre 2012
- Sanchezia arborea Leonard & L.B. Sm. , (1964)
- Sanchezia aurantiaca Leonard & L.B. Sm. , (1964)
- Sanchezia aurea Leonard & L.B. Sm. , (1964)
- Sanchezia bicolor Leonard & L.B. Sm. , (1964)
- Sanchezia capitata (Nees) Lindau 	, (1904)
- Sanchezia coccinea Leonard & L.B. Sm. , (1964)
- Sanchezia coleifolia Leonard & L.B. Sm. , (1964)
- Sanchezia conferta Leonard 	, (1932)
- Sanchezia cyathibractea Mildbr. , (1925)
- Sanchezia dasia Leonard & L.B. Sm. , (1964)
- Sanchezia decora Leonard & L.B. Sm. , (1964)
- Sanchezia ecuadorensis Leonard , (1926)
- Sanchezia ferreyrae Leonard & L.B. Sm. , (1964)
- Sanchezia filamentosa Lindau , (1904)
- Sanchezia flava Leonard , (1932)
- Sanchezia killipii Leonard , (1932)
- Sanchezia klugii Leonard & L.B. Sm. , (1964)
- Sanchezia lampra Leonard & L.B. Sm. , (1964)
- Sanchezia lasia Leonard & L.B. Sm. 	, (1964)
- Sanchezia lispa Leonard & L.B. Sm. 	, (1964)
- Sanchezia longiflora (Hook.) Hook. f. ex Planch. , (1880)
- Sanchezia loranthifolia Lindau , (1904)
- Sanchezia lutea Leonard , (1951)
- Sanchezia macrocnemis (Nees) Wassh. , (1883)
- Sanchezia megalia Leonard & L.B. Sm. , (1964)
- Sanchezia munita (Nees) Planch. , (1880)
- Sanchezia oblonga Ruiz & Pav. , (1798)
- Sanchezia ovata Ruiz & Pav. 	, (1798)
- Sanchezia parvibracteata Sprague & Hutch. 	, (1908)
- Sanchezia parviflora Leonard , (1926)
- Sanchezia pedicellata Leonard & L.B. Sm. , (1964)
- Sanchezia pennellii Leonard 	, (1926)
- Sanchezia pulchra Leonard 	, (1932)
- Sanchezia punicea Leonard & L.B. Sm. , (1964)
- Sanchezia rhodochroa Leonard & L.B. Sm. , (1964)
- Sanchezia rosea Leonard , (1932)
- Sanchezia rubriflora Leonard 	, (1932)
- Sanchezia sanmartinensis Leonard & L.B. Sm. , (1964)
- Sanchezia scandens (Lindau) Leonard & L.B. Sm. , (1964)
- Sanchezia sericea Leonard , (1926)
- Sanchezia skutchii Leonard & L.B. Sm. , (1964)
- Sanchezia sprucei Lindau , (1897)
- Sanchezia stenantha Leonard 	, (1926)
- Sanchezia stenomacra Leonard & L.B. Sm. , (1964)
- Sanchezia sylvestris Leonard , (1932)
- Sanchezia tarapotensis Leonard & L.B. Sm. 	, (1964)
- Sanchezia tigrina Leonard , (1932)
- Sanchezia villosa Leonard & L.B. Sm. , (1964)
- Sanchezia williamsii Leonard , (1932)
- Sanchezia woytkowskii Leonard & L.B. Sm. , (1964)
- Sanchezia xantha Leonard & L.B. Sm. , (1964)

Selon NCBI (3 Aug 2010) :
- Sanchezia lutea
- Sanchezia nobilis
- Sanchezia parvibracteata
- Sanchezia skutchii
- Sanchezia speciosa

Selon ITIS (3 Aug 2010) :
- Sanchezia nobilis Hook. f.
- Sanchezia speciosa Leonard

## Espèces aux noms synonymes, obsolètes et leurs taxons de référence
Selon "The Plant List" 6 octobre 2012
- Sanchezia habra Leonard & L.B. Sm. = Sanchezia macrocnemis (Nees) Wassh. , (1883)
- Sanchezia helophila Leonard & L.B. Sm. = Sanchezia oblonga Ruiz & Pav. , (1798)
- Sanchezia hirsuta Pers.  = Sanchezia oblonga Ruiz & Pav. , (1798)
- Sanchezia leucerythra Leonard & L.B. Sm. 	= Suessenguthia trochilophila Merxm. , (1964)
- Sanchezia macbridei Leonard  = Sanchezia oblonga Ruiz & Pav. , (1798)
- Sanchezia nobilis Hook.  = Sanchezia oblonga Ruiz & Pav. , (1798)
- Sanchezia oxysepala Mildbr. 	= Sanchezia longiflora (Hook.) Hook. f. ex Planch. , (1880)
- Sanchezia peruviana (Nees) Rusby 	= Sanchezia oblonga Ruiz & Pav. , (1798)
- Sanchezia sprucei var. salvadorensis Donn.Sm. = Sanchezia parvibracteata Sprague & Hutch. , (1908)

## Espèces au statut non encore résolu
Selon "The Plant List" 6 octobre 2012
- Sanchezia colombiana Parnell
- Sanchezia fosteri Wassh.
- Sanchezia glabra Pers.
- Sanchezia glaucophylla auct.
- Sanchezia putumayensis Leonard
- Sanchezia siraensis Wassh.
- Sanchezia speciosa Leonard
- Sanchezia thinophila Leonard
- Sanchezia wurdackii Wassh.